# Lampetis ivalouae
Lampetis ivalouae es una especie de escarabajo del género Lampetis, familia Buprestidae. Fue descrita científicamente por Bellamy en 1998.